# Sphingonotus maculatus
Sphingonotus maculatus är en insektsart som beskrevs av Boris Petrovich Uvarov 1925. Sphingonotus maculatus ingår i släktet Sphingonotus och familjen gräshoppor.

## Underarter
Arten delas in i följande underarter:
- S. m. petraeus
- S. m. maculatus
- S. m. culpatus
- S. m. externus
- S. m. extimus